# Krup
Krup (sapi, laringotraheobronhitis) uzrokovan je virusnom infekcijom gornjih disajnih puteva. Infekcija izaziva oticanje grla unutra. Ovo oticanje izaziva probleme pri normalnom disanju. Ljudi sa sapi mogu imati kašalj kao "lavež psa", stridor (piskav zvuk šištanja), i promuklost. Simptomi sapi se često pogoršavaju noću. Pojedinačne doze oralnih steroida mogu izlečiti stanje. Ponekad se epinefrin koristi u težim slučajevima. Hospitalizacija je retko potrebna.
Lekari odlučuju da li osoba ima sapi na osnovu simptoma i znakova, posle isključenja ozbiljnijih uzroka simptoma (na primer, epiglotitis ili strano telo disajnih puteva). Testovi krvi, rendgen, i brisevi kultura obično, nisu potrebni. Sapi je uobičajeno oboljenje. Oko 15% dece, obično između 6 meseci i 5-6 godina starosti dobije sapi. Tinejdžeri i odrasli retko dobijaju sapi.

## Znaci i simptomi
Simptomi sapi uključuju kašalj kao "lavež psa", stridor (visok piskav zvuk obično pri udisanju), promuklost, i teško disanje koje se obično pogoršava noću. Kašalj kao "lavež psa" se često opisuje kao da podseća na dozivanje foke ili morskog lava. Plakanje može da pogorša šištanje; šištanje može da znači da su se disajni putevi suzili, kako se sapi pogoršava, šištanje se može smanjivati.
Ostali simptomi uključuju groznicu, korizu (simptomi tipični za običnu prehladu), i uvlačenje kože između rebara. Hipersalivacija ili bolestan izgled obično ukazuju na druga medicinska stanja.

## Uzroci
Sapi je obično uzrokovan virusnom infekcijom. Neki ljudi nazivaju teški laringotraheitis sapi. Ova bolest izazvana virusom je blaga. Sapi takođe može biti difterija larinksa, bakterijski traheitis, laringotraheobronhitis, i laringotraheobronhopneumonitis. Ove bolesti su izazvane bakterijama i obično su teže.

### Virusni
U 75% slučajeva virus parainfluence, uglavnom tipovi 1 i 2, je virus koji izaziva sapi. Drugi virusi koji mogu da izazovu sapi uključuju viruse gripa A i B, malih boginja, adenovirus i respiratorni virus (RSV). Sapi sa spazmima (sapi sa lavežom) je izazvan istim virusom koji izaziva akutni laringotraheitis, ali nema uobičajene znake infekcije, kao što su groznica, bolovi u grlu i povećan broj belih krvnih zrnaca). Lečenje sapi sa grčevima je isto kao kod obične sapi.

### Bakterijski
Bakterijski sapi uključuje difteriju larinksa, bakterijske traheitise, laringotraheobronhitise i laringotraheobronhopneumonitise. Difterija larinksa je izazvana korinebakterijom difterije, dok bakterijski traheitis, laringotraheobronhitis i laringotraheobronhopneumonitis izazivaju virusne infekcije, praćene bakterijskom infekcijom. Najčešće bakterije koje izazivaju sapi su Staphylococcus aureus, Streptococcus pneumoniae, Hemophilus influenzae i Moraxella catarrhalis.

## Patofiziologija
Virus dovodi do oticanja larinksa, traheje, i velikih disajnih puteva sa povećanjem belih krvnih zrnaca. Otok može da oteža disanje.

## Dijagnoza
| Karakteristike               | Broj poena dodeljenih za ovu karakteristiku | Broj poena dodeljenih za ovu karakteristiku | Broj poena dodeljenih za ovu karakteristiku | Broj poena dodeljenih za ovu karakteristiku | Broj poena dodeljenih za ovu karakteristiku | Broj poena dodeljenih za ovu karakteristiku |
| Karakteristike               | 0                                           | 1                                           | 2                                           | 3                                           | 4                                           | 5                                           |
| ---------------------------- | ------------------------------------------- | ------------------------------------------- | ------------------------------------------- | ------------------------------------------- | ------------------------------------------- | ------------------------------------------- |
| Retrakcija zida grudnog koša | Nijedan                                     | Blag                                        | Umeren                                      | Ozbiljan                                    |                                             |                                             |
| Stridor                      | Nijedan                                     | pri agitaciji                               | U miru                                      |                                             |                                             |                                             |
| Cijanoza                     | Nijedan                                     |                                             |                                             |                                             | pri agitaciji                               | U miru                                      |
| Nivo svesti                  | Normalan                                    |                                             |                                             |                                             |                                             | Dezorijentisan                              |
| Ulaz vazduha                 | Uobičajen                                   | Smanjen                                     | Značajno smanjen                            |                                             |                                             |                                             |

Sapi se dijagnostikuje na osnovu znakova i simtoma. Prvi korak je da se isključe i drugi uslovi koji mogu da blokiraju gornje disajne puteve, posebno epiglotitis, strano telo u disajnim putevima, stenoza subglotisa, angioedem, retrofaringealni apsces, i bakterijski traheitis.
Rendgen vrata se ne obavlja rutinski, ali ako se uradi, može da pokaže suženje traheje, zvano znak zvonika, jer oblik suženja izgleda kao crkveni toranj. Znak tornja se ne pojavljuje u polovini slučajeva.
Test krvi i kultura brisa na viruse (testovi na viruse) mogu da izazovu nepotrebnu iritaciju disajnih puteva. Virusna kultura, dobijena putem nazofaringealne aspiracije (procedura usisavanja sluzi iz nosa pomoću fleksibilne cevi), može se koristiti da se potvrdi tačan uzrok. Ove kulture su obično ograničene na one koji rade istraživanja. Ako se osobi ne poboljša stanje standardnom terapijom, dalji testovi na bakterije se mogu uraditi radi provere.

### Težina oboljenja
Najčešći sistem za opisivanje težine sapi je Vestlijev parametar. Ovaj test se koristi u istraživačke svrhe, a ne za pomoć pacijentima. Ocena je zbir bodova pet faktora: nivo svesti, cijanoza, stridor, ulazak vazduha i retrakcija. Bodovi za svaki faktor su navedeni u tabeli na desnoj strani, a konačan rezultat je u rasponu od 0 do 17.
- Ukupan skor ≤ 2 ukazuje na blagu sapi. Osoba može da ima kašalj kao lavež psa i promuklost, ali ne postoji stridor (šištanje) kada se osoba odmara.[5]
- Ukupan rezultat od 3-5 je umerena sapi - osoba ima šištanje, sa nekoliko drugih znakova.[5]
- Ukupan skor 6-11 je teška sapi. Pacijent ima očigledan stridor i uvlačenje zida grudnog koša.[5]
- Ukupan skor ≥ 12 znači da je moguća respiratorna insuficijencija. Kašalj kao lavež i šištanje možda više neće biti prisutni u ovoj fazi.[5]

85% dece koja dođu u hitnu pomoć imaju blagi oblik bolesti. Teška sapi je retka - manje od 1% slučajeva.

## Prevencija
Imunizacija (vakcine) za grip i difteriju može da spreči sapi.

## Lečenje
Važno je da deca sa sapi miruju što je više moguće. Lekari često daju deci steroide, a epinefrin se koristi u težim slučajevima. Ako je količina kiseonika u krvi deteta ispod 92%, treba im dati kiseonik. Ljudi sa teškim sapi mogu biti hospitalizovani radi posmatranja. Ako je potreban kiseonika, davanje metodom "duvanje-pored" (držanje izvora kiseonika u blizini lica deteta) je bolje, jer je manja verovatnoća da će uznemiriti dete nego maska sa kiseonikom. Sa lečenjem, manje od 0,2% ljudi zahteva endotrahealnu intubaciju (cev postavljena u disajne puteve).

### Steroidi
Kortikosteroidi, kao što su deksametazon i budesonid, se mogu koristiti za lečenje sapi. Pacijentu može da se dosta poboljša stanje u roku od šest sati nakon uzimanja steroida. Steroidi se daju peroralno, ubrizgavanjem ili udisanjem, ali uzimanje na usta je najbolje. Pojedinačna doza je obično dovoljna, i obično je bezbedna. Deksametazon u dozi od 0,15, 0,3 i 0,6 mg / kg je podjednako dobar.

### Epinefrin
Umerena ili teška sapi se može lečiti epinefrinom u raspršivaču (inhalacioni rastvor koji širi disajne puteve). Dok epinefrin obično smanjuje težinu oboljenja u roku od 10-30 minuta, beneficije traju samo oko 2 sata. Ako stanje ostaje poboljšano 2-4 sata nakon lečenja i ne javljaju se druge komplikacije, dete obično može da napusti bolnicu.

### Ostalo
Ostale vrste lečenja sapi su izučavane, ali ne postoji dovoljno dokaza koji potkrepljuju njihovu upotrebu. Disanje vruće pare ili vlažnog vazduha je tradicionalno samolečenje, ali kliničke studije nisu uspele da pokažu efikasnost, a trenutno se i retko koriste. Upotreba lekova za kašalj, koji obično sadrže dekstrometorfan i / ili guaifenesin, takođe obeshrabruje. Dok je udisanje helioksa (mešavine helijuma i kiseonika) radi smanjenja rada disanja korišćeno u prošlosti, postoji vrlo malo dokaza koji potkrepljuju njegovu upotrebu. Pošto je sapi obično virusna bolest, antibiotici se ne koriste osim ako se sumnja i na bakterije. Antibiotici vankomicin i cefotaksim se preporučuju za bakterijske infekcije. U težim slučajevima povezanim sa influencom A ili B, antivirusni inhibitori neuraminidaze se mogu dati.

## Prognoza
Virusni sapi je obično kratkotrajna bolest. Sapi retko izaziva smrt od respiratorne insuficijencije i / ili srčanog udara. Simptomi se obično poboljšaju u roku od dva dana, ali može trajati do sedam dana. Ostale Povremena komplikacije obuhvataju bakterijski traheitis, pneumoniju, i edem pluća.

## Epidemiologija
Oko 15% dece, obično starosti između 6 meseci i 5-6 godina, dobiće sapi. Sapi čini oko 5% hospitalizacija za ovu starosnu grupu. U retkim slučajevima, deca mlađa od 3 meseca i starija od 15 godina imaju sapi. Muškarci su pogođeni 50 odsto češće nego žene. Sapi je češći u jesen.

## Istorijat
Reč sapi potiče od ranog modernog engleskog glagola sroup, što znači "da promuklo plače", naziv je prvi put korišćen za ovu bolest u Škotskoj i postao je popularan u 18. veku. Difterički sapi je poznata još od vremena Homera u antičkoj Grčkoj. Bretonneau je 1826. izdvojio virusni sapi i sapi kod difterije. Francuzi zovu virusni sapi „lažni-sapi“, a koriste „sapi“ za bolest koju izaziva bakterija difterije. Sapi kod difterije je postao gotovo nepoznat posle pojave efikasne imunizacije.

## Spoljašnje veze
|  | Molimo Vas, obratite pažnju na važno upozorenje u vezi sa temama iz oblasti medicine (zdravlja). |